# Smooth Criminal
Smooth Criminal è una canzone scritta, composta ed interpretata dal cantante statunitense Michael Jackson, estratta il 14 novembre 1988 come settimo singolo dall'album Bad (1987).
È diventata una delle canzoni più conosciute e di maggiore successo dell'artista e ha raggiunto, tra le altre, la posizione numero 1 in Spagna, Belgio, Paesi Bassi e Finlandia, la numero 2 nella classifica R&B/Hip-Hop di Billboard e la 7 nella classifica generale di Billboard. Il singolo ha venduto oltre 7,5 milioni di copie di cui 2 milioni nei soli Stati Uniti, aggiudicandosi 2 Dischi di platino dalla RIAA al 2018.
La canzone è stata inclusa, insieme al rispettivo video musicale, nel lungometraggio con protagonista Michael Jackson, Moonwalker, del 1988. Il 23 ottobre 2024 lo short film del brano ha superato il miliardo di visualizzazioni sulla pagina ufficiale YouTube dell’artista, diventando il quinto video di Jackson ad ottenere questo risultato.
Nel 2003 venne inserita nelle raccolte Number Ones e The Essential: Michael Jackson, nel 2004 nel box set The Ultimate Collection. Nel 2006 è stata ripubblicata in DualDisc nella videoraccolta Visionary: The Video Singles, nel 2009 in This Is It, mentre nel 2011 una nuova versione remixata di Smooth Criminal è stata inserita nell'album Immortal.

## Descrizione
Smooth Criminal è un brano scritto da Michael Jackson e prodotto da Quincy Jones che combina elementi di film noir, horror e mistero.

### Composizione
Varie versioni demo della canzone sono state scritte dal cantante tra il 1985 e il 1986. Le due canzoni, poi non pubblicate nell'album Bad, Chicago 1945 (leakata in rete) e Al Capone (inserita come inedito nel 2012 nell'album Bad 25) mostrano delle somiglianze con Smooth Criminal e, a seconda delle versioni, sarebbero state usate come ispirazione per la canzone finale, mentre, secondo altri, le tre canzoni sarebbero state pensate per far parte di un cortometraggio a tema gangster mai realizzato che sarebbe poi evoluto nel lungometraggio Moonwalker del 1988. Come raccontato anche nel documentario diretto da Spike Lee, Bad 25, per comporre il famoso ritornello della canzone in cui il cantante ripete la frase «Annie are you OK?» («Annie, stai bene?») Jackson venne ispirato dal nome del manichino utilizzato nell'allenamento della CPR chiamato "Resusci Anne" o "CPR Annie" e dalla frase che viene pronunciata all'inizio della rianimazione per iniziare la valutazione dello stato di coscienza, dove per prima cosa si chiede alla persona soccorsa se è tutto OK.
Per il suono del battito cardiaco che è possibile sentire all'inizio del pezzo, venne chiamato in studio l'allora dottore personale di Michael Jackson, il Dott. Eric Chevlan, che tramite uno stetofonendoscopio registrò il suono del cuore del cantante che venne poi processato digitalmente tramite un Synclavier.

## Video musicale

### Genesi e informazioni
Per accompagnare la canzone, inizialmente Jackson voleva realizzare un videoclip di genere western, come rivelato nel suo documentario del 2003, Michael Jackson's Private Home Movies, ma poi cambiò idea decidendo di ambientarlo in un night club stile anni Trenta. Il videoclip venne diretto dal regista inglese Colin Chilvers e venne girato tra la metà di febbraio e aprile del 1987 (circa quattro mesi prima dell'uscita dell'album dato che Jackson inizialmente pensava di estrarlo come uno dei primi singoli). Il video occupava la parte centrale del lungometraggio Moonwalker (1988), creato apposta per dare uno sfondo al brano.

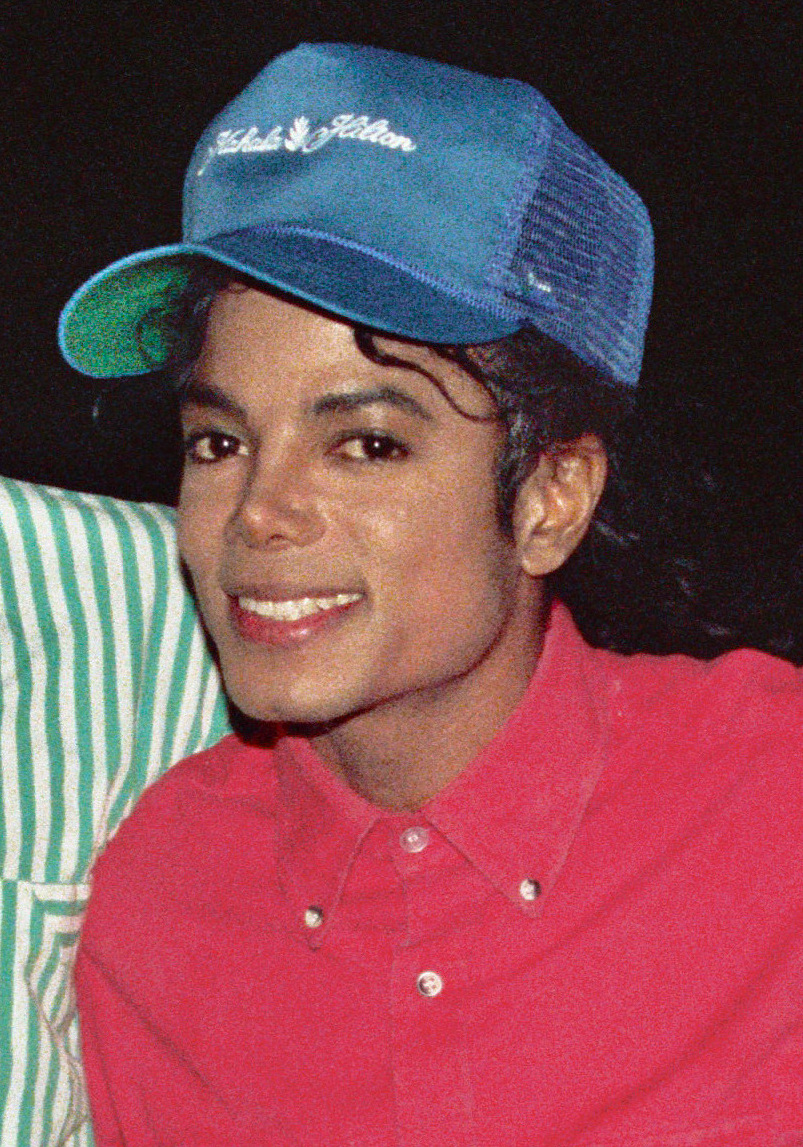
Michael Jackson nel 1988, anno di pubblicazione del singolo e del video di Smooth Criminal.

La versione della canzone usata nel film, di 9 minuti e 35 secondi, è differente da quella che troviamo nell'album; lo sfondo ritmico è diverso, la canzone è sostanzialmente molto più lunga (lo sfondo ritmico sembra infatti molto simile a quello del singolo 12", nella versione Extended Dance Mix) e ci sono parti del testo in più, che servivano a lasciar intendere che Jackson non è il gangster nella canzone (e nel video) ma piuttosto l'investigatore privato che lo sta cercando. Questa estensione fu inclusa solo nella versione video contenuta in Moonwalker ma non nell'edizione dell'album e in nessun'altra riedizione successiva.
(Seconda strofa estesa nel video musicale)

La versione del videoclip più diffusa in TV all'epoca, per questioni di tempi televisivi, fu però quella che dura solo 4 minuti e 12 secondi, chiamata "Speed Up version", in quanto gran parte delle scene utilizzate sono accelerate, e contiene anche immagini inedite da Moonwalker, nei cui titoli di coda venne utilizzata.

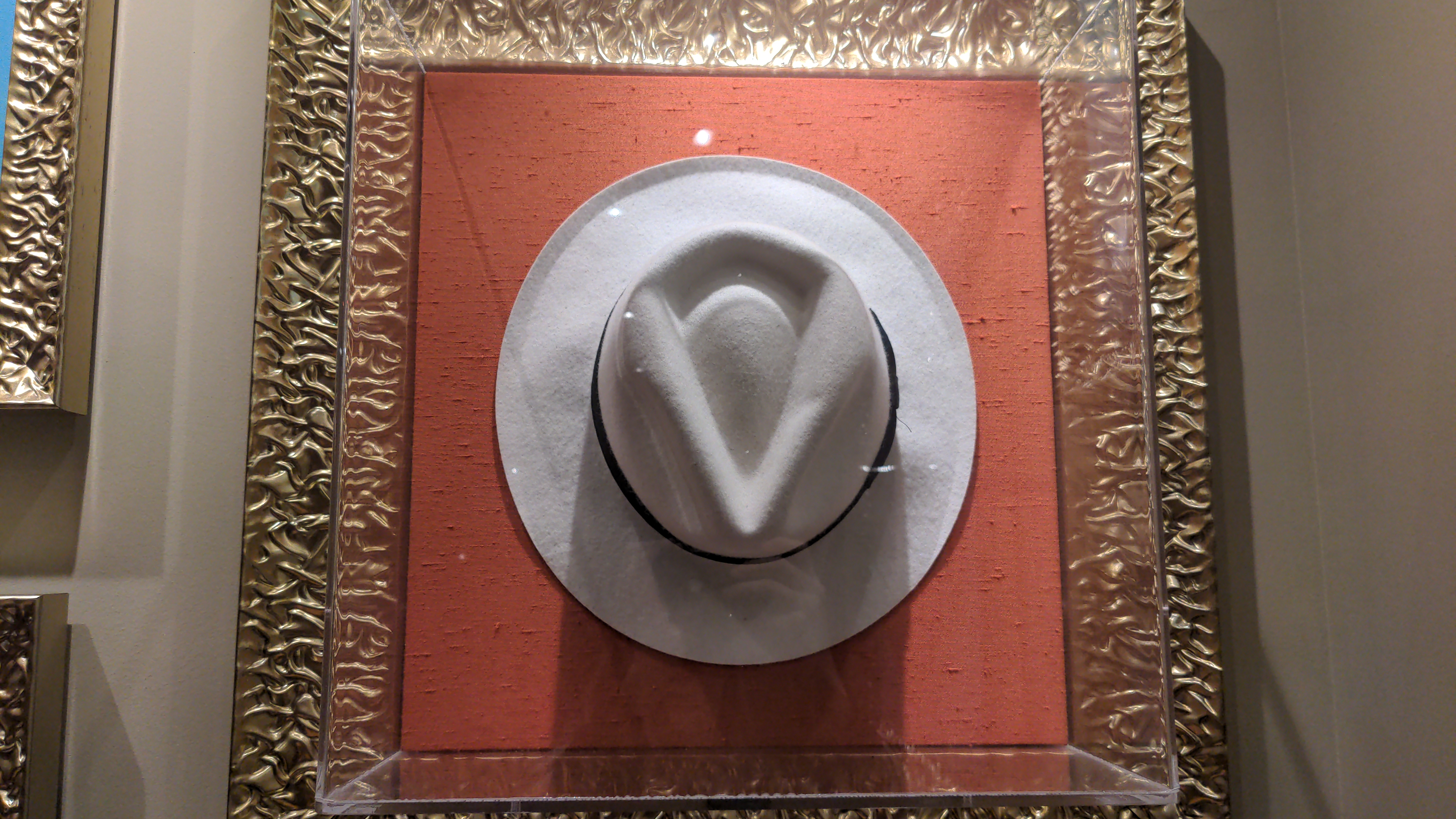
Uno dei fedora utilizzati da Jackson per l'interpretazione dal vivo di Smooth Criminal, custodito all'Hard Rock Café di Nizza.

Le coreografie del video vennero realizzate con l'aiuto del coreografo Vincent Paterson che aveva già lavorato come coreografo con Jackson nel videoclip di Beat It nel 1983, dove interpretava anche la parte di uno dei capi delle due gang che si fronteggiavano, e come uno degli zombi nel video di Thriller dello stesso anno. Riguardo ai consigli che il cantante gli diede per il video di Smooth Criminal, il coreografo ha dichiarato che Jackson gli disse:
(Michael Jackson, 1987)

Colin Chilvers, regista del video, in un'intervista rilasciata a Rolling Stone, disse riguardo al video e alle sue ispirazioni:

### Trama
Nel film Moonwalker (che è da considerarsi pertanto la versione lunga del videoclip/cortometraggio) il personaggio interpretato da Jackson, chiamato nel film solo "Michael", sta giocando all'aperto con tre suoi giovani amici, Zeke (interpretato da Brandon Quintin Adams), Sean (Sean Lennon) e Katie (Kellie Parker). Quando il loro cane, Skipper, ruba loro il pallone e scappa, Michael e Katie si mettono alla sua ricerca imbattendosi in una caverna che conduce ad un nascondiglio segreto nel quale un criminale di nome "Mr. Big" (Joe Pesci) si nasconde coi suoi scagnozzi per organizzarsi per vendere droga ai giovani e dove progetta di far diventare tutti dei tossicodipendenti. Jackson e la sua giovane amica vengono però scoperti e da allora vengono inseguiti dal criminale e dai suoi tirapiedi. Inseguito da Mr. Big sulle strade di una città deserta, Michael, grazie ai suoi poteri derivanti delle stelle cadenti, si trasforma in una super-auto per sfuggirgli e raggiunge i suoi giovani amici in un vecchio night club anni Trenta abbandonato che, al suo arrivo, riprende subito vita con tanto di gangster, musicisti e ballerini. Michael lancia allora una monetina verso il juke box e partono così le prime note della canzone, durante la quale Jackson dà vita ad una imponente coreografia. Quando però gli scagnozzi di Mr. Big circondano il club anni Trenta e rapiscono Katie, Michael segue le tracce coi suoi amici e, raggiunto il luogo dove si nascondono, si trasforma in un gigantesco robot e poi in un'astronave per sconfiggere i nemici e salvare la vita alla bambina e ai suoi amici.

### Il 45-degree lean

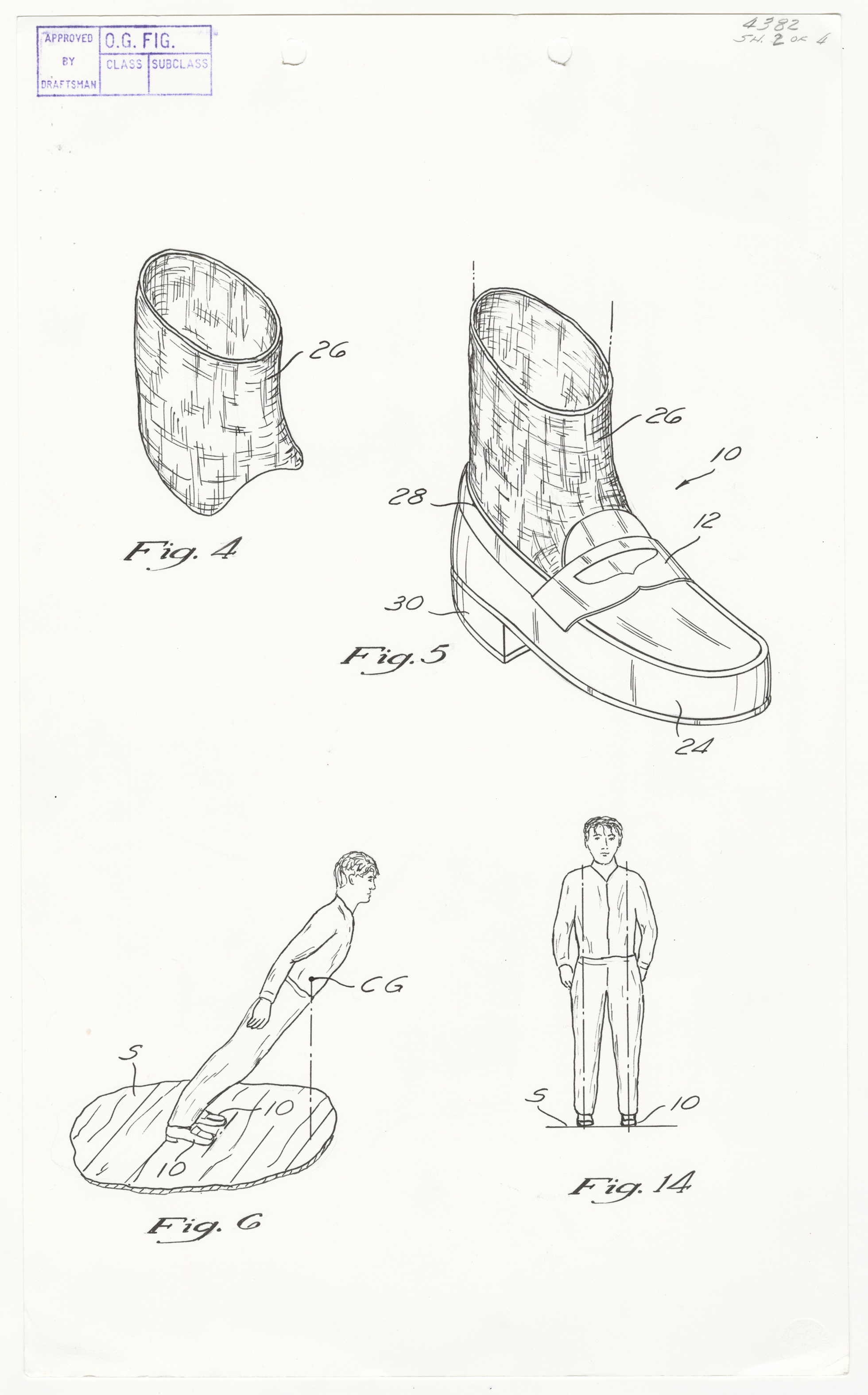
Una parte del brevetto detenuto da Jackson per l'illusione dell'anti-gravità

Nel videoclip di Smooth Criminal, Michael Jackson è protagonista di un passo di danza che appare violare le leggi di gravità, il cosiddetto "45-degree lean" (ossia l'inclinazione di 45 gradi) o "anti-gravity lean" (inclinazione antigravitazionale), nel quale si inclina in avanti con tutto il corpo di circa 45/60 gradi rimanendo con i piedi poggiati a terra. Per il video furono utilizzati dei cavi per effetti speciali, poi nascosti in post-produzione: facendo tale movimento, il baricentro del corpo di Jackson si ritrovava al di fuori dei propri piedi, quindi se avesse eseguito la mossa senza essere trattenuto avrebbe perso l'equilibrio, cadendo. Jackson ed i ballerini che lo accompagnavano eseguiranno regolarmente lo stesso passo anche nei concerti e nelle esibizioni dal vivo, a partire dal Dangerous World Tour nel 1992; in queste occasioni la mossa veniva fatta senza cavi di sostegno grazie a degli speciali mocassini modificati, in grado di incastrarsi in dei perni che spuntavano da sotto il palco al momento prestabilito, permettendo al cantante ed ai danzatori di spostare il loro corpo oltre il baricentro senza cadere, rimanendo agganciati al pavimento. Le scarpe usate sono state brevettate dallo stesso Jackson con i suoi costumisti Michael Bush e Dennis Tompkins e il titolo del brevetto recita: «Metodo e strumenti per creare l'illusione dell'antigravità».
Per il passo, Jackson si era ispirato ad una mossa simile che era presente in alcuni film classici e che era stata interpretata da Charlie Chaplin in Una giornata di vacanza (1919), da Buster Keaton in Tuo per sempre (1927) e da Jack Haley nel ruolo dell'Uomo di latta nel film Il mago di Oz (1939).

## Promozione

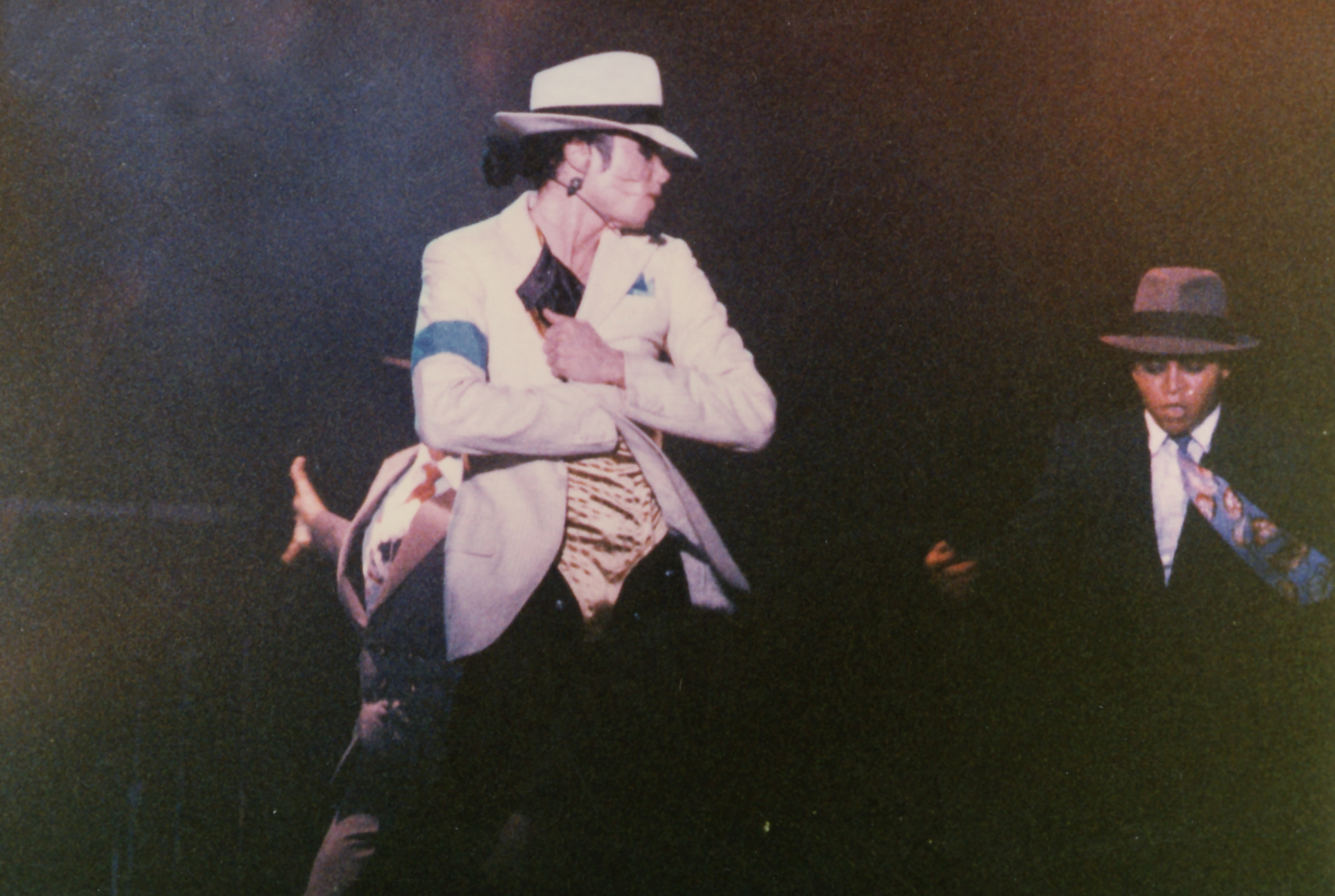
Michael Jackson si esibisce in Smooth Criminal durante il Dangerous World Tour nel 1992

### Esibizioni dal vivo
Jackson si è esibito dal vivo in Smooth Criminal per la prima volta a partire dal 23 febbraio 1988, nella seconda serie di concerti del Bad World Tour, solo in quelli del periodo 1988-1989, ma senza eseguire la parte con l'inclinazione antigravitazionale, dato che non aveva ancora brevettato l'effetto illusionistico necessario per eseguirla dal vivo. Ha poi riproposto la canzone nel seguente Dangerous World Tour (1992-1993), per la prima volta con l'anti-gravity lean dal vivo, incluso durante il Royal Concert in Brunei nel luglio 1996, e nell'HIStory World Tour del 1996-1997. Il cantante ha inoltre inserito uno snippet di Smooth Criminal all'interno dell'esecuzione dal vivo della canzone Dangerous a partire dal 1995 durante una sua esibizione live agli MTV Video Music Awards 1995; questa versione live di Dangerous, contenente lo snippet di Smooth Criminal, venne interpretata da Jackson in innumerevoli altre occasioni, come per esempio al Michael Jackson & Friends del 1999 o al cinquantesimo anniversario dell'American Bandstand nel 2002. Ogni esibizione iniziava da un balletto proiettato in penombra su un telo con la scritta "HOTEL" rossa in verticale, aperta con la seguente strofa recitata per creare suspence:
(Introduzione recitata del brano durante le esibizioni dal vivo)
Il cantante ha provato la canzone anche per il suo residency show This Is It, previsto a Londra tra il 2009 e il 2010, che però venne cancellato a causa della sua improvvisa morte, dove la canzone sarebbe stata anticipata da un nuovo video 3D in cui Jackson riprendeva il personaggio interpretato nel video di Smooth Criminal e interagiva con star hollywoodiane del passato come Rita Hayworth o Humphrey Bogart.

## Tracce

### Edizione originale (1988)

#### Versione 7"
Testi e musiche di Michael Jackson.
1. Smooth Criminal (7" version) – 4:12
2. Smooth Criminal (instrumental) – 4:12

Durata totale: 8:24

#### Versione CD 3"
Testi e musiche di Michael Jackson.
1. Smooth Criminal (Extended Dance Mix) – 7:47
2. Smooth Criminal (Annie Mix) – 5:35
3. Smooth Criminal (Dance Mix - dub version) – 4:45

Durata totale: 18:07

#### Versioni 12" maxi, CD maxi e musicassetta
Testi e musiche di Michael Jackson.
1. Smooth Criminal (Extended Dance Mix) – 7:47
2. Smooth Criminal (Extended Dance Mix Radio Edit) – 5:20
3. Smooth Criminal (Annie Mix) – 5:35
4. Smooth Criminal (Dance Mix - dub version) – 4:45
5. Smooth Criminal (A cappella) – 4:12

Durata totale: 27:39

### The Visionary Single(2006)
Lato CD
Testi e musiche di Michael Jackson.
1. Smooth Criminal (7" version) – 4:12
2. Smooth Criminal (Extended Dance Mix) – 7:47

Durata totale: 11:59
Lato DVD
1. Smooth Criminal (Videoclip, "Speed Up" Version) – 4:12

### Versioni ufficiali
1. Smooth Criminal (Album Version) (prima edizione dell'album Bad) – 4:18
2. Smooth Criminal (Radio Edit) (con diversa introduzione e nuovo mixaggio. Dal 1988 in tutte le ristampe dell'album a cura della Sony Music e in tutte le raccolte in cui il brano è incluso) – 4:18
3. Smooth Criminal (7" Version) (talvolta chiamata "7" Mix", "7" Edit", "Single Mix", "Single Edit" o "Single Version") – 4:12
4. Smooth Criminal (Instrumental) – 4:12
5. Smooth Criminal (Extended Dance Mix) – 7:47
6. Smooth Criminal (Extended Dance Mix Radio Edit) – 5:20
7. Smooth Criminal (Annie Mix) – 5:35
8. Smooth Criminal (Dance Mix - Dub Version) – 4:45
9. Smooth Criminal (A cappella) – 4:12
10. Smooth Criminal (Immortal Version) – 1:59
11. Smooth Criminal (Videoclip, Moonwalker Version) (versione inclusa in HIStory on Film, Volume II e in Michael Jackson's Vision) – 9:35
12. Smooth Criminal (Videoclip, "Speed Up" Version) (inclusa nel film Moonwalker, in Number Ones e nel DVD dell'edizione target di Bad 25) – 4:12

## Classifiche

### Classifiche settimanali
| Classifica (1988/89)           | Posizione massima |
| ------------------------------ | ----------------- |
| Australia                      | 29                |
| Austria                        | 17                |
| Belgio (Fiandre)               | 1                 |
| Europa                         | 5                 |
| Finlandia                      | 1                 |
| Francia                        | 4                 |
| Germania                       | 9                 |
| Irlanda                        | 4                 |
| Italia                         | 11                |
| Nuova Zelanda                  | 29                |
| Paesi Bassi                    | 1                 |
| Regno Unito                    | 8                 |
| Spagna                         | 1                 |
| Stati Uniti                    | 7                 |
| Stati Uniti (dance club)       | 10                |
| Stati Uniti (dance/electronic) | 13                |
| Stati Uniti (R&B)              | 2                 |
| Svizzera                       | 5                 |
| Classifica (2006)              | Posizione massima |
| Francia                        | 61                |
| Irlanda                        | 14                |
| Paesi Bassi                    | 20                |
| Regno Unito                    | 19                |
| Spagna                         | 1                 |
| Classifica (2009)              | Posizione massima |
| Australia                      | 16                |
| Austria                        | 30                |
| Danimarca                      | 28                |
| Europa (digital)               | 12                |
| Germania                       | 38                |
| Italia                         | 17                |
| Nuova Zelanda                  | 37                |
| Paesi Bassi                    | 22                |
| Regno Unito                    | 13                |
| Spagna                         | 33                |
| Stati Uniti (digital)          | 12                |
| Svezia                         | 12                |
| Svizzera                       | 12                |

### Classifiche di fine anno
| Classifica (1988) | Posizione |
| ----------------- | --------- |
| Belgio (Fiandre)  | 73        |
| Italia            | 45        |
| Paesi Bassi       | 43        |
| Classifica (1989) | Posizione |
| Belgio (Fiandre)  | 70        |
| Francia           | 31        |
| Germania          | 57        |
| Spagna            | 13        |
| Stati Uniti       | 93        |

## Cover

### Versione degli Alien Ant Farm
Gli Alien Ant Farm pubblicarono Smooth Criminal nel 2001 come secondo singolo estratto dal loro album ANThology. Il singolo ebbe un grande successo raggiungendo le prime posizioni di molte classifiche mondiali.

### Altre versioni
- Thriller, Beat It e Smooth Criminal sono state cantate dai Blue durante il loro Guilty Tour.
- I Cluster hanno proposto una loro versione della canzone nell'EP Enjoy the Silence.
- Nel 2011 il duo di violoncellisti croato/sloveno 2Cellos realizza un arrangiamento del brano con l'ausilio di soli due violoncelli e lo inserisce nel proprio album omonimo.[60][61]
- Nel 2012 viene effettuata una cover nel telefilm Glee, da Santana (Naya Rivera), Sebastian (Grant Gustin) e i 2Cellos.[62][63]
- Nel 2018 l'attore Neil Patrick Harris la interpretò dal vivo in un episodio tributo dedicato a Michael Jackson del programma statunitense Lip Sync Battle.[64]